# Chivres-en-Laonnois
Chivres-en-Laonnois é uma comuna francesa na região administrativa de Altos da França, no departamento de Aisne. Estende-se por uma área de 13,56 km². Em 2010 a comuna tinha 363 habitantes (densidade: 26,8 hab./km²).